# Beppu Shinsuke
Beppu Shinsuke (別府 晋介?; Prefettura di Kagoshima, 1847 – Kagoshima, 24 settembre 1877) è stato un militare giapponese, uno degli ultimi samurai.

## Biografia
Samurai del dominio di Satsuma ed ex-ufficiale dell'esercito imperiale giapponese, era uno dei collaboratori più stretti dell'influente Saigō Takamori, e durante la ribellione di Satsuma del 1877 divenne uno dei suoi luogotenenti più fidati. Come testimoniato dalla corrispondenza dell'ammiraglio Kawamura Sumiyoshi, Beppu fu infatti tra coloro che incitarono alla ribellione della città di Kagoshima, riuscendo infine a convincere Saigō a guidare l'insurrezione.
È principalmente noto per il suo ruolo nella battaglia di Shiroyama, l'ultima della ribellione. Ormai decimati e circondati dalle truppe dell'esercito imperiale, gli ultimi samurai superstiti si radunarono attorno a Beppu, che inizialmente assistette il morente Saigō, aiutandolo a commettere seppuku per non essere catturato. Subito dopo, determinati a morire per rispettare le norme sull'onore guerriero del bushido, Beppu e i restanti samurai sguainarono le spade e si lanciarono contro le truppe imperiali, venendo subito uccisi dai colpi delle mitragliatrici Gatling, ponendo così fine alla ribellione di Satsuma e alla storia dei samurai, che da allora scomparvero. Secondo altri resoconti tale episodio non si verificò, e il samurai semplicemente morì combattendo nelle ultime fasi della battaglia.
I corpi dei samurai, compreso quello di Beppu che venne riconosciuto dagli ufficiali nemici in quanto ex-commilitone, vennero portati in un vicino tempio e seppelliti in una fossa comune.